# Atomowe zabawki
Atomowe zabawki – studyjny album polskiego zespołu punkrockowego Farben Lehre, wydany w maju 2001 przez wytwórnię Music Net England (UK), przez niektórych uważany za jeden z najlepszych albumów tej grupy. Dodatkowo wydawnictwo zawiera trzy starsze utwory zespołu, pochodzące z płyty Bez pokory oraz cover piosenki „Pożar w Kwaśniewicach” z repertuaru zespołu Niebiesko-Czarni.
Realizacja dźwięku: Krzysztof Maszota, Andrzej Puczyński, Bogdan Kuźmiński. Projekt okładki: Iwona Motylewska i Wojciech Wojda. Foto: Piotr Hejke; Gabriel Bugajny. Produkcja: MKM & Farben Lehre 2001.
Płyta w 2005 roku doczekała się reedycji wydanej przez wytwórnię Lou & Rocked Boys.

## Lista utworów
1. „Wiecznie młodzi” – 3:10
2. „Atomowe zabawki” – 3:07
3. „Nowe helikoptery” – 2:47
4. „Matura 2001” – 2:58
5. „Duże dzieci” – 3:50
6. „Zabij by żyć” – 2:43
7. „A u mnie siup, a u mnie cyk” – 2:44 (z repertuaru Adolfa Dymszy, muz. Henryk Wars – słowa Emanuel Szlechter)
8. „To nie Ameryka” – 3:49
9. „Choroba Polska” – 4:01
10. „Miasto końca wieku” – 2:32
11. „Zapasy z wielorybem” – 3:33
12. „Reklamania” – 2:53
13. „Mały dyktator” – 3:00
14. „Rozkołysanka” – 5:30

Bonus CD
1. „Przemiany” – 3:17
2. "Oto Emigranci" - 3:04
3. „Helikoptery ’90” – 2:52
4. „Pożar w Kwaśniewicach” – 1:58

## Skład
- Wojciech Wojda – śpiew, teksty
- Konrad Wojda – gitara, śpiew
- Filip Grodzicki – gitara basowa, śpiew
- Jacek Trafny – perkusja

## Gościnnie
- Krzysztof Kralka – saksofon (2, 11)
- Witold Grodzicki – akordeon (7)
- Witek Stoparek – chórki
- Jacek Kalwas – chórki